# سيركان شاهين
سيركان شاهين (بالتركية: Serkan Şahin)‏ هو لاعب كرة قدم تركي في مركز الدفاع، ولد في 15 فبراير 1988 في بازل في سويسرا. شارك مع منتخب تركيا تحت 21 سنة لكرة القدم. أما مع النوادي، فقد لعب مع فتحية سبور وقونيا سبور ونادي بازل.

## وصلات خارجية
- سيركان شاهين على موقع الاتحاد الأوربي (الإنجليزية)
- سيركان شاهين على موقع اتحاد تركيا (لاعب) (الإنجليزية)
- سيركان شاهين على موقع اتحاد تركيا (لاعب) (الإنجليزية)
- سيركان شاهين على موقع قاعدة بيانات كرة القدم.إي يو (الإنجليزية)
- سيركان شاهين على موقع عالم كرة القدم.نت (الإنجليزية)
- سيركان شاهين على موقع AS.com (الإسبانية)